# Ibrahim Mohamed Solih
Ibrahim Mohamed Solih (n. 4 mai 1964, Hinnavaru⁠(d), Lhaviyani Atoll⁠(d), Maldive), mai cunoscut sub numele de Ibu este un politician din Maldive și actualul președinte al țării, ocupând această funcție din 17 noiembrie 2018.
Solih a fost ales pentru prima dată în Adunarea Poporului, parlamentul unicameral al țării în 1994, la vârsta de 30 de ani, ca deputat de pe atolul său natal, Faadhippolhu. Solih a jucat un rol principal în formarea Partidului Democrat din Maldive (PDM) și a Mișcării de reformă politică din Maldive din 2003 până în 2008, ceea ce a condus la adoptarea unei noi constituții moderne și a unei democrații multipartide pentru prima dată în istoria sa. Solih a fost, de asemenea, un membru senior al parlamentului și al Parlamentului Special. Membru fondator al Partidului Democrat din Maldive, Solih a fost ales președinte al Maldivelor la 23 septembrie 2018, în urma alegerilor prezidențiale din Maldive din 2018.

## Viața timpurie
Solih s-a născut pe insula Hinnavaru, dar s-a mutat în capitala Maldivelor, Malé la o vârstă fragedă din motive de educație, și este rezident al acestui oraș de atunci. Solih și-a terminat studiile secundare la școala Majeedhiyya din Malé. În timpul școlii, a fost un elev popular și a luat parte la mai multe activități școlare, mai ales din domeniul sportului. Este căsătorit cu Fazna Ahmed și au o fiică pe nume Sarah și un fiu pe nume Yaman.
Solih este unul dintre cei mai apropiați prieteni ai fostului președinte Mohamed Nasheed, care este și vărul primar al soției lui Solih, Fazna. Solih și președintele Nasheed au jucat un rol esențial în stabilirea democrației multipartide în Maldive. Ibrahim Mohamed Solih a fost o personalitate de rang înalt în partid și a condus primul grup parlamentar al Partidului Democrat din Maldive (MDP) în 2009, până când a fost ales președinte al Maldivelor în 2018.

## Cariera politică
Solih a fost liderul grupului parlamentar al Partidului Democrat din Maldive (MDP) din 2011. De asemenea, a fost liderul grupului parlamentar comun de când a fost formată coaliția de opoziție în martie 2017.
Solih a fost selectat ca noul candidat la președinție pentru coaliția partidelor de opoziție la alegerile din 2018, când fostul președinte Mohamed Nasheed, din cauza condamnării sale anterioare, nu a putut candida.
Solih a obținut o victorie surprinzătoare asupra lui Yameen, câștigând alegerile cu 58,4 % din voturi și primind cu aproape 38.500 de voturi mai mult decât adversarul său. În perioada premergătoare alegerilor, mulți observatori străini au afirmat că alegerile ar putea fi trucate în favoarea lui Yameen și că, astfel, era probabil să câștige un al doilea mandat. Cu toate acestea, când numărătoarea buletinelor de vot era aproape de finalizare în noaptea alegerilor, președintele Yameen s-a adresat națiunii și și-a recunoscut înfrângerea în fața lui Solih, acesta întâmplându-se la câteva ore după ce acesta din urmă a revendicat victoria și a cerut președintelui o tranziție pașnică a puterii.
Principala problemă a campaniei a fost recunoscută pe scară largă ca fiind întrebarea dacă Maldive ar trebui să continue să urmărească relații mai strânse cu Republica Populară Chineză, așa cum a făcut-o sub președinția Yameen, sau dacă ar trebui să se îndrepte în schimb către India și țări ale lumii occidentale (în special către Statele Unite ale Americii), care era o direcție mai favorizată de coaliția de opoziție condusă de MDP.

### Președinția
Solih și-a început mandatul la 17 noiembrie 2018, când a expirat mandatul de cinci ani al lui Abdulla Yameen. Solih a devenit al șaptelea președinte al Maldivelor și al treilea președinte al țării ales democratic (după Mohamed Nasheed și Abdulla Yameen), când Nasheed l-a înlocuit pe Maumoon Abdul Gayoom la alegerile din 2008, punând astfel capăt mandatului de 30 de ani și șase mandate a acestuia din urmă. Solih este primul președinte al Maldivelor care s-a născut în atolii nordici ai țării, precum și a doua cea mai în vârstă persoană care a preluat președinția, la vârsta de 54 de ani (doar Mohamed Waheed Hassan fiind mai în vârstă la preluarea mandatului).
La 19 noiembrie, Solih a anunțat că Maldivele se vor realătura Comunității Națiunilor, o decizie recomandată de cabinetul său, considerând că Maldivele au fost o republică Commonwealth din 1982 până în 2016, lucru care s-a întâmplat la 1 februarie 2020.
O schimbare s-a petrecut și în relațiile externe. Predecesorul său, Abdulla Yameen, era foarte apropiat din punct de vedere politic de China, cu o atitudine „anti-India”, dar președintele Solih a reafirmat „politica India-Prima” pe care o avusese țara, iar Maldivele și India și-au întărit relațiile apropiate.
La alegerile parlamentare din aprilie 2019, Partidul Democrat din Maldive (MDP) al președintelui Ibrahim Mohamed Solih a obținut o victorie zdrobitoare, câștigând 65 din cele 87 de locuri din parlament. Aceasta a fost prima dată când un singur partid a reușit să obțină un număr atât de mare de locuri în parlament în istoria Maldivelor.